# Dyszczytno
Dyszczytno – część wsi Stare Załucze położona w Polsce, w województwie lubelskim, w powiecie włodawskim, w gminie Urszulin.
W latach 1975–1998 Dyszczytno administracyjnie należało do województwa chełmskiego.
Według danych CODGiK w miejscu lokalizacji brak zabudowy.